# Ein Fall für zwei: Todsicherer Tipp
Todsicherer Tipp (im Original: Todsicherer Tip)  ist der Titel der 43. Episode der Krimiserie Ein Fall für zwei mit Günter Strack und Claus Theo Gärtner in den Hauptrollen.

## Handlung
Der vorbestrafte Edgar Woller, der vier Jahre zuvor von Rechtsanwalt Dr. Renz verteidigt worden war, gibt in einem Trödelladen mehrere Geldkassetten mit Diebesgut bei dem ihm nicht namentlich bekannten Raimund Seelke ab und erhält dafür eine Entlohnung in Form von Bargeld. Davon kauft er für die von ihm verehrte Margot einen Pelzmantel, wird jedoch insgesamt dennoch abwertend von ihr behandelt.
Anja Droysen findet die Leiche ihrer Mutter vor und informiert die Polizei. Mehrere Kassetten mit Schmuck sind geraubt worden. Als Woller den entsprechenden Zeitungsartikel liest, sucht er Renz auf und gibt diesem gegenüber zu, den Raub durchgeführt zu haben. Mit dem Mord habe er hingegen nichts zu tun. Der Privatdetektiv Josef Matula sucht daraufhin den Trödelladen auf, findet jedoch keine Hinweise auf Raimund Seelke.
Im Niddapark trifft sich Renz mit Woller und rät ihm, sich bei der Polizei zu stellen. Seinen Auftraggeber kann er nicht genau beschreiben. Um Woller zu helfen, bietet sich Renz gegenüber Anja Droysen als Vermittler an, um den gestohlenen Schmuck eventuell wieder aufzutreiben. Er vermutet, dass es sich bei dem seiner Meinung nach relativ harmlosen Einbrecher und dem brutal vorgegangenen Mörder um zwei verschiedene Personen gehandelt habe.
Edgar Woller erkennt den markanten Wagen vom Typ Cadillac DeVille wieder, mit dem sein Auftraggeber unterwegs gewesen war. Anja Droysen fährt diesen nun. Von Renz diesbezüglich befragt, berichtet sie, das der Wagen ihrer Mutter gehört habe. Während einer Phase des Führerscheinentzugs habe sie einen Chauffeur engagiert, der zudem auch der Liebhaber ihrer Mutter gewesen sei. Woller und Matula suchen Raimund Seelke am Abend auf und bringen ihn zur Polizei. Er kann dort allerdings ein Alibi vorweisen und wird daraufhin wieder entlassen.
In Margots Wohnung trifft Woller auf Seelke, mit dem diese heimlich liiert ist, prügelt sich mit ihm und wird daraufhin verhaftet. Renz, der Woller bis zu diesem Zeitpunkt unterstützte, wirft ihm vor, dass er sich bereits mehrfach nicht an gegebene Versprechen gehalten habe. Matula bezweifelt inzwischen ebenfalls Wollers Unschuld am Mord, überprüft aber trotzdem Seelkes Alibi und findet dabei heraus, dass er am Abend der Tat mit Anja Droysens Mutter unterwegs gewesen war. Somit hat Woller für die Tatzeit des Mordes ein Alibi, da dieser erst zu deutlich späterer Stunde als der Raub erfolgt sein konnte. Als Matula und Renz Anja Droysen diesbezüglich informieren, flieht der sich ebenfalls in ihrem Haus aufhaltende Seelke mit seinem Wagen. Matula kann ihn stellen.
Anja Droysen gibt zu, dass Seelke nicht der Geliebte ihrer Mutter, sondern ihr eigener sei und sie von dessen zweiter Geliebter Margot nichts gewusst habe. Sie selbst habe ihre Mutter umgebracht, nachdem diese angedroht hatte, Seelke, von dessen Mittäterschaft am Raub sie überzeugt war, bei der Polizei anzuzeigen. Als Renz Woller im Gefängnis darüber in Kenntnis setzen möchte, muss er feststellen, das dieser aufgrund der für ihn inzwischen ausweglos erscheinenden Situation Suizid begangen hat.

## Hintergrund

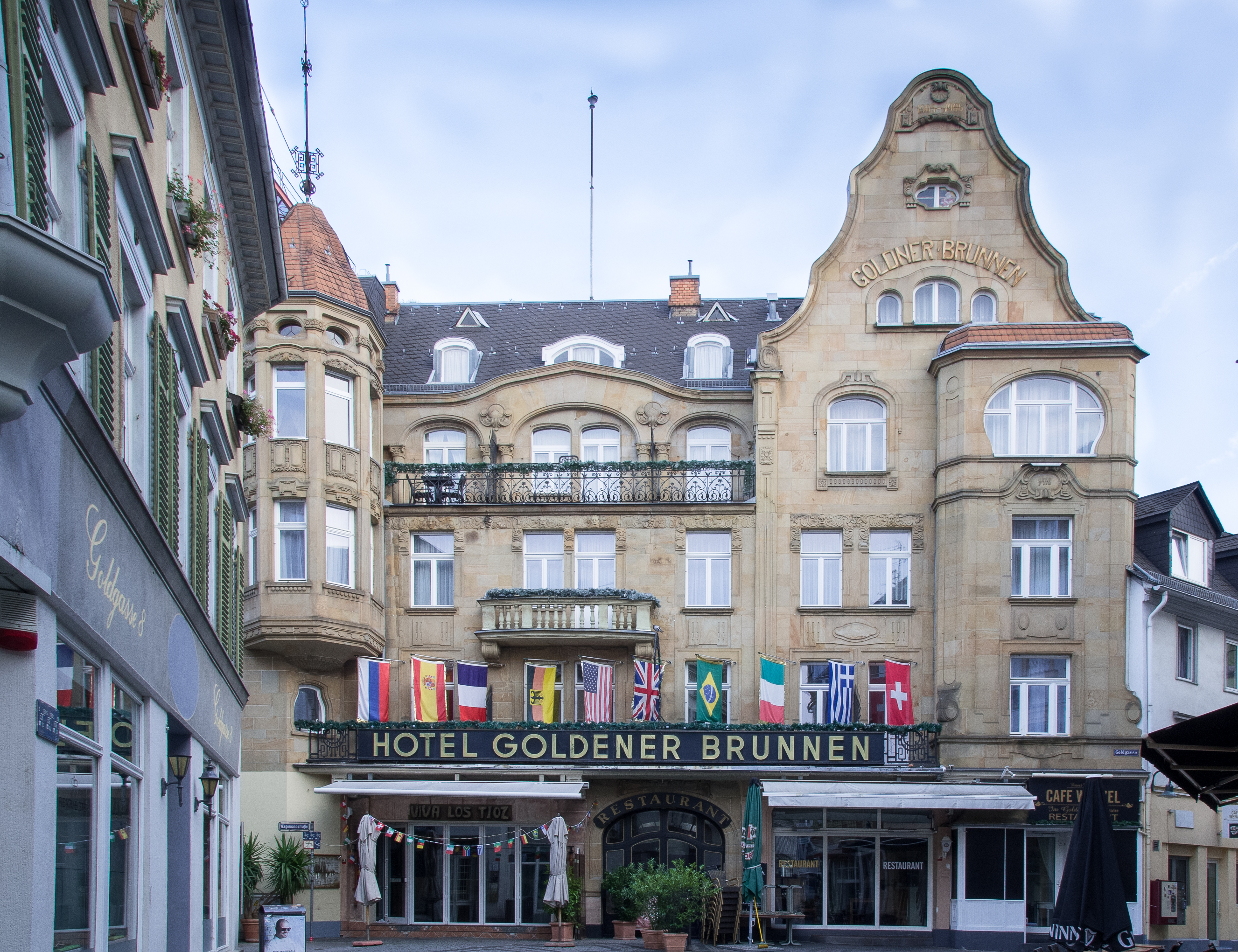
Goldener Brunnen, aufgenommen aus ähnlicher Perspektive wie in der Episode

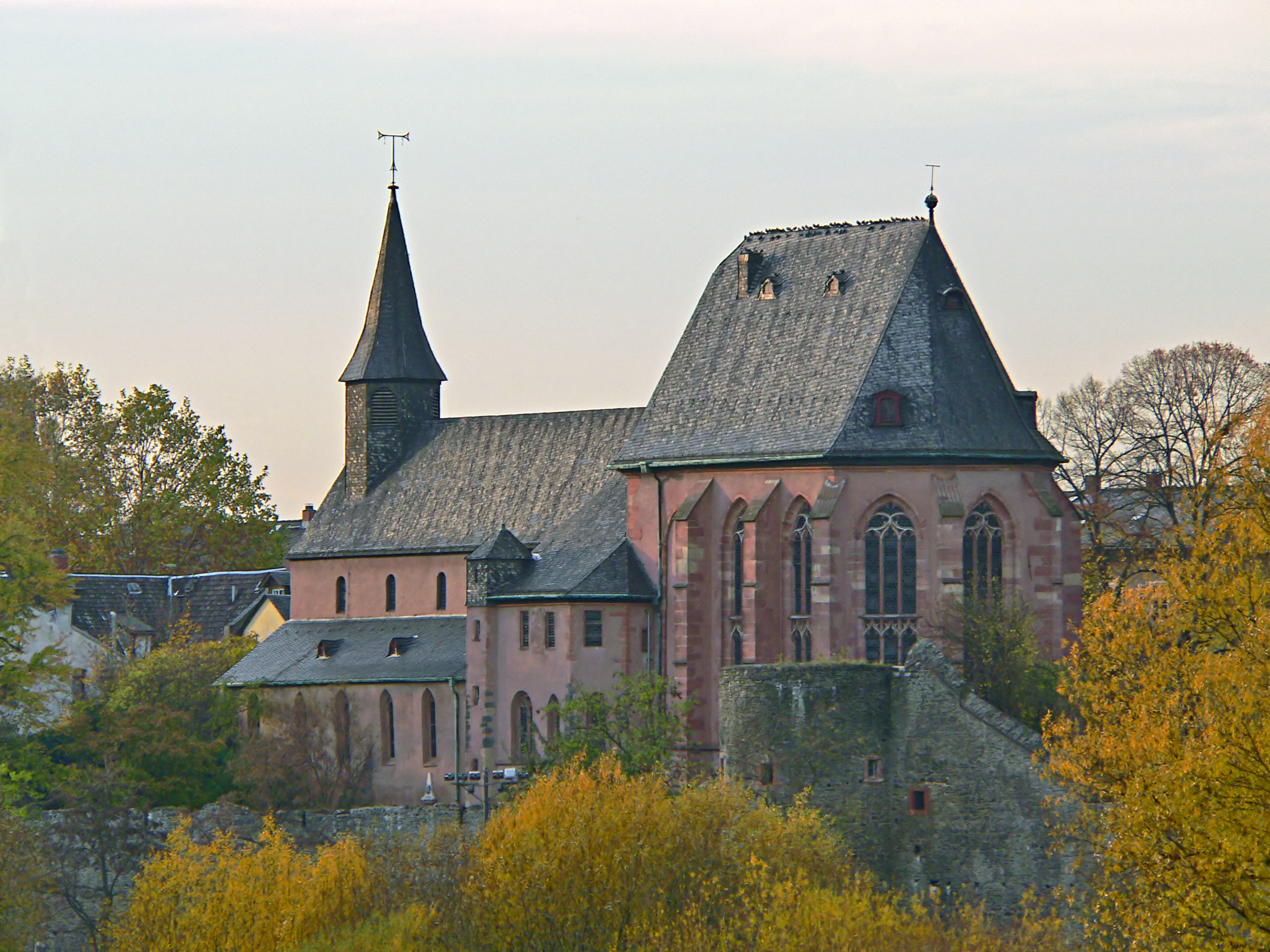
Justinuskirche, aufgenommen aus vergleichbarer Perspektive wie in der Episode

Die Episode wurde überwiegend im Rhein-Main-Gebiet gedreht. Die Kulisse der Kanzlei von Dr. Renz befand sich im Hotel InterContinental Frankfurt. Renz trifft sich in einer Szene im Niddapark mit Edgar Woller. Dabei ist im Hintergrund der in der Nähe befindliche Europaturm zu sehen. 
Später sind die Justinuskirche, die Mainfähre Höchst sowie der Turm des Schlosses in Frankfurt-Höchst zu sehen. 
Das als Wohnhaus Anja Droysens genutzte Anwesen befindet sich im Lerchesbergring in Frankfurt-Sachsenhausen. Die dort beginnende Verfolgungsjagd zwischen Matula und Seelke führte durch den Nansenring.
Ein Treffen zwischen Edgar Woller und seiner Freundin Margot wurde vor dem Hotel Goldener Brunnen in der Goldgasse in Wiesbaden inszeniert.
Im Abspanntext ist der Name der Darstellerin Liesel Christ fehlerhaft als Liesl Christ angegeben.